# Ferrovia Busca-Dronero
La ferrovia Busca-Dronero è una linea ferroviaria italiana dismessa che collegava la stazione di Busca, posta lungo la linea ferroviaria Saluzzo-Cuneo, a Dronero in Val Maira.

## Storia

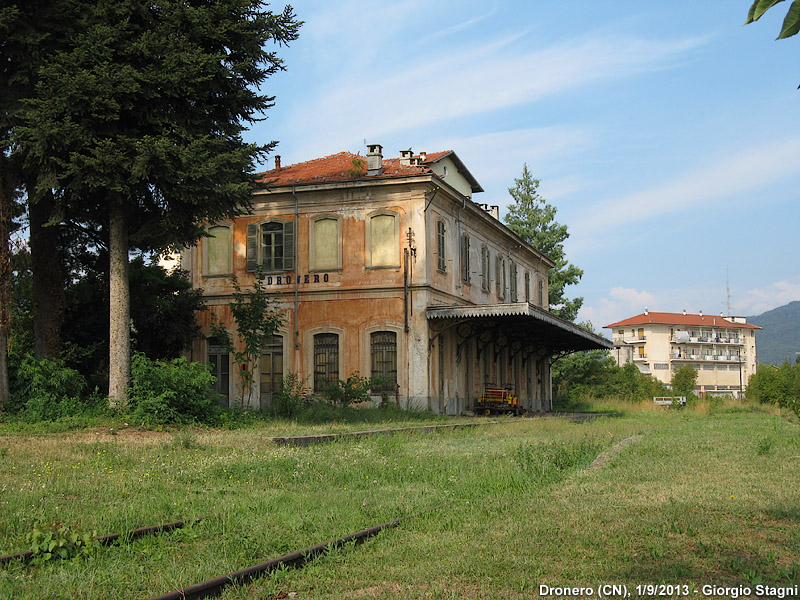
La stazione di Dronero nel 2013

Con l'avvio della costruzione della linea Cuneo-Saluzzo, iniziata nel 1890 e aperta il 1º giugno 1892, s'intensificarono le richieste da parte del comune di Dronero per la realizzazione di "un tronco unente Dronero alla ferrovia Cuneo-Saluzzo".
Nonostante l'interessamento di Giovanni Giolitti, la genesi della ferrovia fu molto travagliata e i lavori iniziarono solamente il 9 marzo 1911 a cura dell'impresa Antonio Boggio. La stessa fu aperta all'esercizio il 20 settembre 1912, ma l'inaugurazione venne posticipata al 13 ottobre 1913 per consentire a Giolitti, allora Presidente del Consiglio, di partecipare ai festeggiamenti organizzati dall'amministrazione comunale.
Nel 1966 la linea venne chiusa al traffico viaggiatori, ma rimase in esercizio con due o tre navette settimanali per trasporti militari, di legname e di prodotti metallurgici. In tale periodo la trazione era affidata alle locomotive a vapore del gruppo 880 e successivamente alle locomotive Diesel del gruppo D.345 del deposito locomotive di Cuneo.

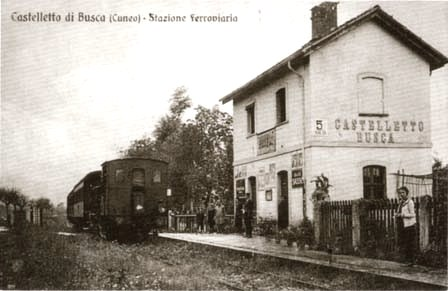
La fermata Castelletto di Busca

La chiusura definitiva avvenne il 16 novembre 1982; il successivo decreto di soppressione risale al 25 aprile 1987, sebbene la stazione di Dronero risulti abilitata al servizio merci fino al 1988, località in cui i carri venivano trasportati mediante carrello stradale.
Negli anni duemila fu presentato un progetto di recupero turistico della Busca-Dronero, che prevedeva di far percorrere la linea con l'uso di draisine a pedali, a cui affiancare successivamente la messa in servizio di un treno a vapore. Allo scopo di riaprire la linea ai fini turistici si costituì l'Associazione Amici della Ferrovia Turistica Valle Maira, che il 13 settembre 2009 presentò nella stazione di Dronero il carro pianale T123, ex Ferrovia Torino-Ceres, concesso in comodato gratuito dal Museo Ferroviario Piemontese e restaurato; tale iniziativa non portò tuttavia a risultati concreti.
Nell'estate del 2018 sono iniziati i lavori per la costruzione del nuovo supermercato, nell'area dell'ex stazione ferroviaria di Dronero. È previsto, contestualmente, il recupero dell'ex fabbricato viaggiatori.

## Caratteristiche
| Continuation backward |

| Station on track |

| Unknown route-map component "hKRZWae" |

|  | Unknown route-map component "xABZgl" | Unknown route-map component "CONTfq" |

| Unknown route-map component "uexCONTgq" | Unknown route-map component "exmKRZ" | Unknown route-map component "uexCONTfq" |

| Unknown route-map component "exHST" |

| Unknown route-map component "exHST" |

| Unknown route-map component "exKBHFe" |

La linea è lunga 12,5 km circa, è in curva per il 26% del tracciato e ha una pendenza media di 11,1 mm/m, con punta massima di 13,7 mm/m; le opere d'arte, piuttosto modeste, comprendono ponticelli, tombini e sifoni.

### Percorso
La linea si diramava dalla stazione di Busca mediante un deviatoio da tempo smantellato superando il ponte in muratura sul Maira e proseguendo in leggera ascesa lungo la sponda orografica destra dello stesso.
Lungo il percorso venivano servite le due fermate intermedie di Castelletto Busca e di Monastero-Pratavecchia per giungere alla stazione terminale di Dronero, dotata di un fascio di binari e di una rimessa locomotive.
Presso Busca la linea era attraversata a livello dalla tranvia Saluzzo-Cuneo.

## Materiale rotabile
Il servizio passeggeri, precedentemente svolto con materiale trainato, a partire dagli anni trenta fu affidato alle automotrici ALn 556 che potevano svolgere un servizio a spola e negli ultimi tempi effettuavano altresì corse dirette su Cuneo, mentre il non trascurabile traffico merci si serviva dapprima delle locomotive a vapore 880 e in seguito delle D.345.